# Erwan
Erwan (prononcé /ɛʁ.wan/ en français) est un prénom breton.

## Occurrence
Prénom très répandu en Bretagne avec ses diverses variantes depuis le Moyen Âge tardif, il est ensuite progressivement donné en dehors de cette région à partir de la seconde moitié du XXe siècle. Il atteint un pic de popularité en 2006, avec 1 518 naissances en France, plaçant le prénom à la 56e place des prénoms les plus donnés de l'année. En Belgique la même année, il est enregistré pour 67 naissances, dont 11 avec la graphie Erwann, ce qui correspond aussi à sa plus grande occurrence sur une année dans ce pays.

## Étymologie
Diverses hypothèses concurrentes existent pour l'étymologie du prénom Erwan. Il est néanmoins communément admis que le prénom dériverait du prénom vieux breton Eudon, qui est attesté au IXe siècle dans le Cartulaire de Redon,.
Le prénom Erwan étant généralement apparenté au prénom français Yves, en raison de saint Yves, l'hypothèse de François Falc'hun voudrait que ces deux prénoms tirent une origine commune en Bretagne. Leurs variantes étaient considérées comme synonyme du temps de Saint Yves au XIIIe siècle. Cette origine commune serait Esugenos, « fils/né d'Ésus », qui aurait donné  *Ezuhen ou *Ezwen, puis Eudon
. Qui, à la suite d'altérations phonétiques, aurait donné Erwan.
Une autre hypothèse reprend Eudon, cette fois-ci comme première origine. Le prénom viendrait alors de l'association de mots en vieux breton : eu-, « bon, apprécié », et de *don, apparenté au gallois dawn, « don, faculté innée, grâce, pouvoir ».
Un rapprochement avec le mot breton aerouant, qui veut dire « dragon », est parfois fait. Néanmoins ce rapprochement, fait avant tout par homophonie, n'est pas scientifiquement démontré d'un point de vue étymologique. 
Un homographe du prénom Erwan existe aussi dans la langue kurde, où il signifie « farine »[réf. nécessaire].

## Variantes

### Nombreuses formes diverses
Il existe de très nombreuses variantes orthographiques de ce prénom, Erwan étant historiquement l'un des prénoms les plus populaires et usité en Bretagne. En raison des doutes quant à l'étymologie du prénom, il est parfois compliqué de savoir si ces variantes tirent toutes origines de la même étymologie ou si elles ont été assimilées. Le linguiste François Falc'hun défend l'idée que toutes ces variantes proviennent de la même racine, alors qu'il est courant d'entendre que des variantes comme Youen ou Eozen sont d'autres prénoms.
Parmi ces variantes de prénoms on trouve (liste non-exhaustive) : 
- Érwan, Erwann, Érwann, Erwane, Eroan, Ervoan, Ervan, Earwinn, Herwan, Herwann, Aerwan, Urvoan ;
- Even, Ewen, Ewan, Evan, Eon, Eozen, Euzen, Usen, Izoenn ;
- Ivon, If, Ivi, Yvi, Von, Bon, Iwan, Ivenn, Nounn ;
- Iouenn, Ieun, Ioen, Yeun, Yoen, Youen, Youenn, Youwain, Youn, Cheun, etc.

Les diminutifs suivants sont fréquents et formés à partir des prénoms précédemment mentionnés, avec l'ajout du suffixe breton -ig/-ik : Bonik, Nounik, Vonig, Youennig, Ifig.

### Variantes féminines
Des versions féminines du prénoms existent, construites à partir des différentes variantes mentionnées ci-dessus :
- Erwana et Erwanez, depuis Erwan[11] ;
- Youna et Youena, depuis Youen[12] ;
- D'autres formes reprennent les diminutifs, comme Vonig.

## Fête et saint patron
Il est fêté le 19 mai en l'honneur du saint catholique Yves Hélory de Kermartin, patron de la Bretagne et de toutes les professions de justice et de droit, notamment celle d’avocat. Connu en breton sous le nom de Sant Erwan, il vécut au XIIIe siècle et se remarqua par sa générosité envers les plus démunis.
Depuis plusieurs siècles[Quand ?], sa fête est l'occasion de manifestations publiques partout où sont réunis des Bretons. Cette fête, appelée Gouel Erwan (en français : « Fête de Yves »), a servi de base pour créer, à la fin des années 2000, la fête de la Bretagne, connue sous le nom breton de Gouel Breizh.

## Personnalités
- Erwan Abautret, ancien basketteur et journaliste français ;
- Erwan Balanant, homme politique français ;
- Erwan Bergot, écrivain et journaliste français ;
- Erwan Bérot, joueur français de rugby à XV ;
- Erwan Berthou, écrivain et barde breton ;
- Erwan Bouroullec, designer français ;
- Erwan Castex, alias Rone, musicien français de musique électronique ;
- Erwann Kermorvant, compositeur ;
- Erwan Le Breton, scénariste de bande dessinée ;
- Erwan Le Morhedec, avocat et blogueur français ;
- Erwann Le Péchoux, escrimeur français ;
- Erwan ar Moal, écrivain breton ;
- Erwan Nicolas, joueur français de rugby à XV ;
- Erwan Pain, joueur français de hockey sur glace ;
- Erwan Quintin, footballeur français ;
- Erwan Séguillon, alias R.wan, chanteur français ;
- Erwan Tabarly, navigateur et skipper français ;
- Erwan Ropars, sonneur de cornemuse écossaise.